# Ahn (Luxemburg)
Ahn (en luxemburguès: On; en alemany:  Ahn) és una vila de la comuna de Wormeldange, situada al districte de Grevenmacher del cantó de Grevenmacher. Està a prop del Mosel·la i a uns 21 km de distància de la ciutat de Luxemburg.